# Le pazze avventure di Bucket e Skinner
Le pazze avventure di Bucket e Skinner (Bucket & Skinner's Epic Adventures)  è una sitcom per adolescenti statunitense che ha debuttato su Nickelodeon il 1 luglio 2011. La prima metà della prima stagione si è conclusa il 7 ottobre 2011. Dopo cinque mesi di pausa, la seconda metà ha debuttato il 17 marzo 2012. Ashley Argota ha confermato il 5 luglio 2012 che Nickelodeon ha cancellato lo show. Secondo Argota, non si sa se il resto degli episodi andrà in onda negli Stati Uniti, anche se tutti gli episodi sono stati trasmessi negli altri paesi. Il 22 dicembre 2012, TeenNick ha trasmesso negli Stati Uniti l'inedito episodio di Natale. A partire dal 27 marzo 2013, i sette episodi inediti sono stati trasmessi negli USA da TeenNick. In Italia è stata trasmessa sul canale italiano a partire dal 3 settembre 2012.

## Trama
La serie segue le avventure di due amici nella fittizia cittadina californiana di Pacific Bluffs.

## Personaggi

### Personaggi principali
- Bucket (Taylor Gray) - Bucket è una matricola al liceo. È il migliore amico di Skinner. Trascorre il suo tempo navigando e cercando di impressionare Kelly, la ragazza di cui è innamorato. Suo rivale in amore è Aloe.
- Skinner (Dillon Lane) - Skinner è il migliore amico di Bucket ed un surfista.
- Kelly Peckinpaugh (Ashley Argota) - Kelly è una grande surfista. Lavora part-time in un negozio di surf ed è l'interesse amoroso di Bucket. Tuttavia lei non sembra accorgersene.
- Piper Peckinpaugh (Tiffany Espensen) - Piper è la sorella minore intelligente di Kelly e l'antagonista secondaria della serie. Usa il suo ingegno per ottenere ciò che vuole, inventando vari piani subdoli. Ha una cotta per Skinner, ma odia Bucket per una ragione sconosciuta. Aiuta anche Tre Pezzi con molti dei suoi problemi.
- John "Aloe" Aloysius (Glenn McCuen) - Aloe è l'arcirivale di Bucket e il principale antagonista della serie. Usa i suoi soldi e la sua popolarità per mettere in imbarazzo Bucket e Skinner ogni volta che ne ha la possibilità. È quasi sempre accompagnato da uno studente di nome Sven. È molto muscoloso, ha pettorali e addominali incredibili. Aloe sembra apprezzare la danza del nastro come mostrato in "Epic Dancer". È il capitano della squadra universitaria di surf. Ha un fratello di 8 anni, come menzionato in "Epic Girls". Prova anche dei sentimenti per Kelly.
- Tre Pezzi (George Back) - Tre Pezzi è lo zio di Bucket e il proprietario del negozio locale di surf. È un ex campione di surf e cerca sempre di impressionare le donne. Nell'episodio "Epic Dancer", ha rivelato che ha ottenuto il suo soprannome dopo che la sua tavola da surf si è rotta in tre pezzi mentre stava surfando una grande onda. È amico di tutti gli amici di Bucket. In "Epic Musical" mostra di essere un grande cantante.[6]

### Personaggi secondari
- Sven (D.C. Cody) doppiato da Marcello Moronesi.
Sven è il migliore amico di Aloe.
- Blake Dunkirk (Brian Craig) doppiato da Maurizio Merluzzo.
Blake è il fidanzato di Kelly. È un atleta che compare in cinque episodi.
- Professoressa Emerson (Liza de Weerd) doppiata da Maura Marenghi
- Donny DePeetro (Ben Giroux) doppiato da Francesco Orlando
- Infermiera Klause (Anne Sertich) doppiata da Simona Biasetti
- Nerdy (Mark Daugherty) doppiato da Simone Lupinacci
- Fritz (Ben Begley) doppiato da Michele Radice
- Tammy (Hana Hayes) doppiata da Deborah Morese
- Summer (Kiersey Clemons) doppiata da Ludovica De Caro
- Sara Bareilles (Sara Bareilles) doppiata da Elena Gianni
- Ron (Michael Boucher) doppiato da Davide Albano
- Cammie (Cami Raich) doppiata da Annalisa Usai
- Leslie (Kara Crane) doppiata da Elisabetta Spinelli
- Anthony (Aramis Knight) doppiato da Stefano Pozzi
- Cindy (Amanda Pace) doppiata da Alice Bongiorni
- Vera (Julie Marie Berman) doppiata da Jolanda Granato
- Madre di Blake (Caryn Richman) doppiata da Mariagrazia Errigo
- Laird Hamilton (Laird Hamilton) doppiato da Dario Dossena
- Giornalista (Simone Cook) doppiata da Ilaria Egitto

## Episodi
| nº | Titolo originale      | Prima TV USA      |
| -- | --------------------- | ----------------- |
| 1  | Epic Election         | 1 luglio 2011     |
| 2  | Epic Girls            | 1 luglio 2011     |
| 3  | Epic Jobs             | 2 luglio 2011     |
| 4  | Epic Brains           | 3 luglio 2011     |
| 5  | Epic Dancer           | 10 luglio 2011    |
| 6  | Epic Musical          | 15 luglio 2011    |
| 7  | Epic Rockstar         | 22 luglio 2011    |
| 8  | Epic Escape           | 30 luglio 2011    |
| 9  | Epic Wingman          | 13 agosto 2011    |
| 10 | Epic Babysitters      | 16 settembre 2011 |
| 11 | Epic Bobo             | 23 settembre 2011 |
| 12 | Epic Takeover         | 30 settembre 2011 |
| 13 | Epic Dates            | 7 ottobre 2011    |
| 14 | Epic Cuffs            | 17 marzo 2012     |
| 15 | Epic Crashers         | 24 marzo 2012     |
| 16 | Epic Haunting         | 28 aprile 2012    |
| 17 | Epic Break-Up: Part 1 | 9 giugno 2012     |
| 18 | Epic Break-Up: Part 2 | 9 giugno 2012     |
| 19 | Epic Christmas        | 22 dicembre 2012  |
| 20 | Epic Crush            | 27 marzo 2013     |
| 21 | Epic Copycat          | 3 aprile 2013     |
| 22 | Epic Chicken          | 10 aprile 2013    |
| 23 | Epic Cheer            | 17 aprile 2013    |
| 24 | Epic Cupids           | 24 aprile 2013    |
| 25 | Epic Showdown         | 1 maggio 2013     |
| 26 | Epic Seal             | 1 maggio 2013     |